# تابش تاریک
تابش تاریک (یا الکترومغناطیس تاریک) گونه‌ای فرضی از تابش است که واسطهٔ برهمکنش ماده تاریک است. با قیاس با روشی که فوتون‌ها در برهمکنش‌های الکترومغناطیسی بین ذرات در مدل استاندارد (که در کیهان‌شناسی ماده باریونی نامیده می‌شود) واسطه می‌شوند، تابش تاریک برای واسطه برهمکنش بین ذرات ماده تاریک پیشنهاد شده‌است. مشابه ذرات ماده تاریک، تابش تاریک فرضی با ذرات مدل استاندارد برهمکنش ندارد.
شواهد قابل توجهی برای وجود چنین تابشی وجود ندارد، اما از آنجایی که ماده باریونی دارای انواع ذرات متقابل متعددی است، منطقی است که فرض کنیم ماده تاریک نیز چنین است. علاوه بر این، اخیراً اشاره شده‌است که به نظر می‌رسد داده‌های پس‌زمینه مایکروویو کیهانی نشان می‌دهد که تعداد درجات آزادی مؤثر نوترینو بیش از ۳٫۰۴۶ است که کمی بیشتر از حالت استاندارد برای ۳ نوع نوترینو است. این درجه آزادی اضافی می‌تواند ناشی از داشتن مقدار غیر ضروری تابش تاریک در جهان باشد. یکی از نامزدهای احتمالی برای تابش‌های تاریک، نوترینو سترون است.